# باكسيل أرينا
باكسيل أرينا  (بالإنجليزية: Bakcell Arena)‏ هو ملعب كرة قدم يقع في أذربيجان، يتسع لـ 15000 متفرج.